# Marko Tratar
Marko Tratar, slovenski šahist, * 20. maj 1974.
Tratar je šahovski velemojster od leta 2006, njegov trenutni (oktober 2008) rating je 2507. 
Leta 1998 je bil član moške ekipe Slovenije na 30. šahovski olimpijadi. Bil je tudi član ekipe na 37. šahovski olimpijadi v Torinu leta 2006. Je petkratni vice državni prvak (2002, 2007, 2012, 2013, 2014) in dvakratni absolutni državni prvak (1997, 2015).